# Варфоломеев, Иван Иванович
Иван Иванович Варфоломеев (1896—1948) — советский военачальник, генерал-лейтенант (1945), участник Первой мировой, Гражданской и Великой Отечественной войн.

## Биография

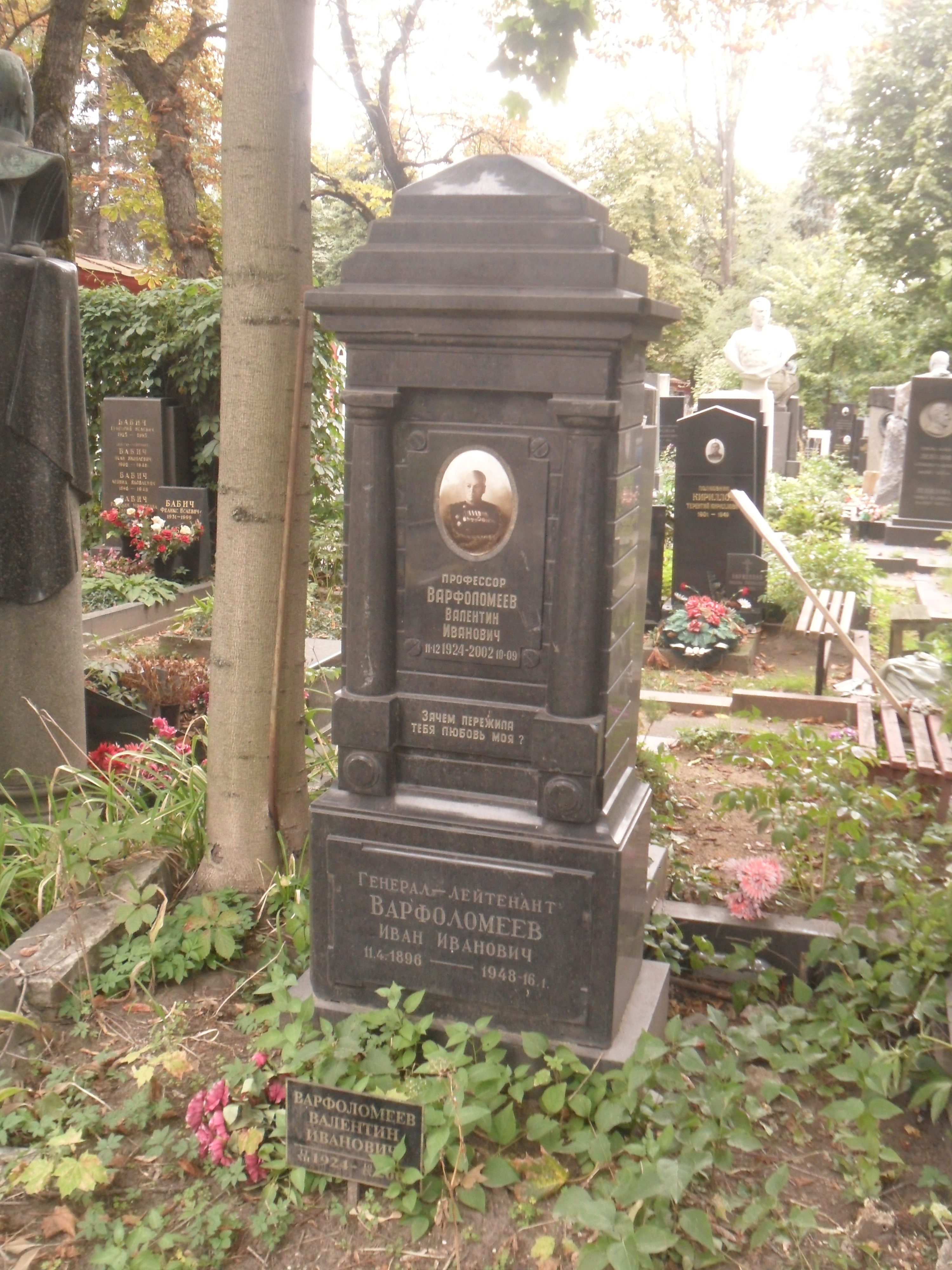
Могила Варфоломеева на Новодевичьем кладбище Москвы.

Иван Варфоломеев родился 11 апреля 1896 года. Служил в царской армии, участвовал в боях Первой мировой войны на Юго-Западном фронте, в 1916 году был ранен. В 1918 году пошёл на службу в Рабоче-крестьянскую Красную Армию. Участвовал в боях Гражданской войны на Западном фронте, в 1920 году был ранен.
После войны служил в-основном на штабных должностях. Окончил курсы «Выстрел» и Военную академию РККА имени М. В. Фрунзе. С августа 1937 — заместитель начальника штаба Особой Краснознамённой Дальневосточной армии. В 1938 году был старшим преподавателем кафедры службы штабов Военной академии РККА имени М. В. Фрунзе. С мая 1938 года был заместителем начальника штаба Киевского, а с октября 1938 — Ленинградского военных округов. Член ВКП(б) с 1941 года.
4 июня 1940 года Варфоломееву было присвоено звание генерал-майора.
В годы Великой Отечественной войны он служил ответственным представителем Главупраформа при Орловском, Приволжском, Сталинградском, Северо-Кавказском военных округах, а также при различных крупных соединениях РККА. В феврале 1944 года назначен начальником штаба, а в июне 1944 — заместителем командующего 5-й ударной армии. Участвовал в Ясско-Кишинёвской операции, освобождении Польши, в том числе боях на Магнушевском плацдарме.
В 1945 году — заместитель командующего 69-й армией, участвовал в Берлинской операции.
Скончался 16 января 1948 года, похоронен на Новодевичьем кладбище Москвы.
Сын — Валентин Иванович Варфоломеев, профессор. 

## Награды
- Орден Ленина (21.02.1945);
- Три ордена Красного Знамени (19.03.1944, 3.11.1944, 29.05.1945);
- Орден Суворова 2-й степени (6.04.1945);
- Богдана Хмельницкого 2-й степени (13.09.1944);
- Красной Звезды (12.11.1943);
- Медали[1][3].

## Воинские звания
- Полковник (1936),
- Комбриг (17.02.1938),
- Генерал-майор (4.06.1940)[4][2]
- Генерал-лейтенант (20.04.1945)[4].